# Crambe
Genre
Synonymes
- Plicatella Schmidt, 1870
- Tetranthella Lendenfeld, 1894

Pour les articles homonymes, voir Crambe (plante).
Crambe est un genre d'éponges de la famille Crambeidae. Les espèces de ce genre sont marines.

## Liste d'espèces
Selon World Register of Marine Species (24 mai 2016) :
- Crambe acuata (Lévi, 1958)
- Crambe amarilla Esteves, Lôbo-Hajdu & Hajdu, 2007
- Crambe chilensis Esteves, Lôbo-Hajdu & Hajdu, 2007
- Crambe crambe (Schmidt, 1862)
- Crambe erecta Pulitzer-Finali, 1993
- Crambe maldonadoi Esteves, Lôbo-Hajdu & Hajdu, 2007
- Crambe panamensis Maldonado, Carmona, van Soest & Pomponi, 2001
- Crambe tailliezi Vacelet & Boury-Esnault, 1982
- Crambe tuberosa Maldonado & Benito, 1991